# Paloma de Bordóns
Paloma de Bordóns García (Poyo, 7 de octubre de 1996) es una nadadora española especialista en pruebas de espalda. Ha participado en los Juegos Mediterráneos de 2018 y el Campeonato Europeo de Natación en Piscina Corta de 2019 representando a España.

## Biografía
Paloma de Bordóns nació el 7 de octubre de 1996 en Poyo, aunque antes de que cumpliera un año su familia se mudó a Cádiz por motivos laborales de su padre. Es hija de Domingo García, un oficial de Infantería de Marina, y de Eva de Bordóns. Tiene 2 hermanos menores. Es graduada en Ciencias de la Actividad Física y el Deporte por la Universidad de Cádiz y tiene un máster en Formación del Profesorado en Educación Física por la Universidad Católica San Antonio de Murcia.

## Carrera deportiva
Ha sido campeona de España en numerosas ocasiones. Participó en los Juegos Mediterráneos de 2018, donde quedó quinta en 50 y 200 metros espalda y sexta en 100 metros espalda. También compitió en el Campeonato Europeo de Natación en Piscina Corta de 2019, donde finalizó 15.ª en 50 metros espalda, 16.ª en 100 metros espalda y el relevo 4x50 metros estilos mixto, y 19.ª en 200 metros espalda.

## Mejores marcas personales

### Piscina larga
| Evento         | Tiempo  | Lugar                         | Fecha                   |
| -------------- | ------- | ----------------------------- | ----------------------- |
| 50 m libre     | 27.15   | Amberes, Bélgica              | 20 de enero de 2019     |
| 100 m libre    | 57.91   | Mairena del Aljarafe, España  | 13 de julio de 2019     |
| 200 m libre    | 2:07.14 | Málaga, España                | 1 de marzo de 2019      |
| 400 m libre    | 4:31.57 | Cádiz, España                 | 6 de octubre de 2018    |
| 800 m libre    | 9:23.06 | San Fernando, España          | 21 de diciembre de 2019 |
| 50 m espalda   | 28.32   | Barcelona, España             | 15 de febrero de 2020   |
| 100 m espalda  | 1:01.36 | Málaga, España                | 11 de abril de 2018     |
| 200 m espalda  | 2:13.48 | Castellón de la Plana, España | 6 de diciembre de 2020  |
| 50 m mariposa  | 28.32   | Loulé, Portugal               | 15 de agosto de 2020    |
| 100 m mariposa | 1:04.34 | Cádiz, España                 | 27 de enero de 2018     |
| 200 m estilos  | 2:25.45 | Cádiz, España                 | 4 de mayo de 2019       |
| 400 m estilos  | 5:12.81 | Lisboa, Portugal              | 18 de febrero de 2017   |

### Piscina corta
| Evento         | Tiempo  | Lugar                            | Fecha                   |
| -------------- | ------- | -------------------------------- | ----------------------- |
| 50 m libre     | 26.60   | Las Lagunas de Mijas, España     | 1 de diciembre de 2019  |
| 100 m libre    | 57.39   | Córdoba, España                  | 2 de febrero de 2019    |
| 200 m libre    | 2:02.56 | París, Francia                   | 13 de noviembre de 2021 |
| 400 m libre    | 4:26.46 | Los Barrios, España              | 23 de noviembre de 2019 |
| 800 m libre    | 9:05.99 | El Puerto de Santa María, España | 13 de enero de 2018     |
| 50 m espalda   | 27.17   | Palma de Mallorca, España        | 26 de noviembre de 2021 |
| 100 m espalda  | 59.00   | Castellón de la Plana, España    | 20 de noviembre de 2020 |
| 200 m espalda  | 2:08.17 | Gijón, España                    | 17 de noviembre de 2019 |
| 50 m mariposa  | 27.92   | Gijón, España                    | 29 de noviembre de 2015 |
| 100 m mariposa | 1:03.18 | Barcelona, España                | 23 de noviembre de 2017 |
| 100 m estilos  | 1:03.51 | Barcelona, España                | 15 de noviembre de 2018 |
| 200 m estilos  | 2:20.32 | El Puerto de Santa María, España | 15 de mayo de 2021      |
| 400 m estilos  | 4:56.14 | Jerez de la Frontera, España     | 8 de mayo de 2021       |